# داروی خام

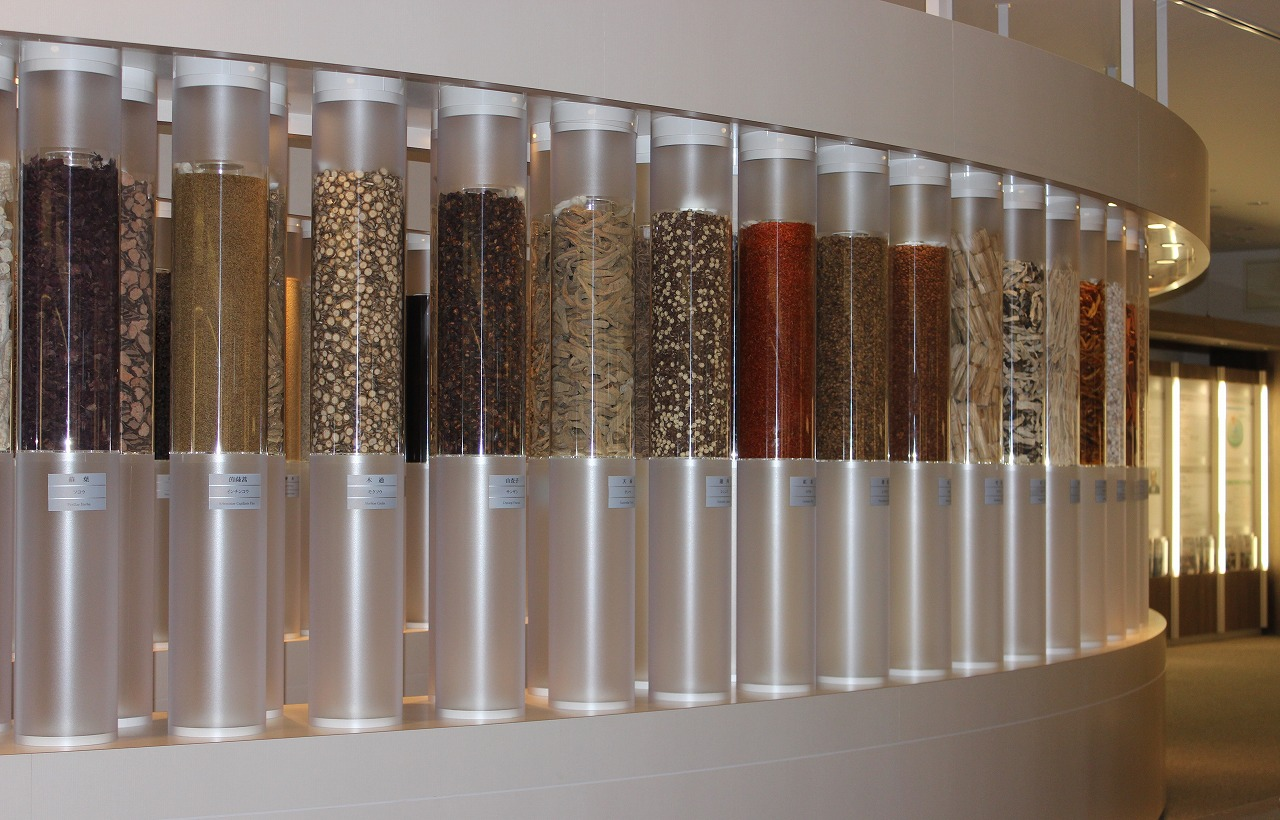

داروی خام (انگلیسی: Crude drug) ترکیب خالص‌نشدهٔ معمولاً گیاهی که تکه‌تکه یا خُرد یا پودر شده است و برای تهیهٔ دارو به کار می‌رود. داروی خام برای استفاده در تشخیص، درمان، کاهش درد یا پیشگیری از بیماری در انسان یا حیوانات دیگر بکار برده می‌شود.